# Douglas Fairbanks nella luna
Douglas Fairbanks nella luna (Reaching for the Moon) è un film muto del 1917 diretto da John Emerson e interpretato da Douglas Fairbanks (anche produttore). La sceneggiatura, a firma dello stesso regista e di Anita Loos, si basa su un soggetto di Joseph Henabery.
Girato a Venice, in California, il film fu distribuito dalla Paramount Pictures (con il nome Artcraft Pictures Corporation) e uscì nelle sale il 17 novembre 1917.
Erich von Stroheim vi appare in un piccolo ruolo, ma - non accreditato - partecipa anche come assistente alla regia. Victor Fleming, invece, firma come direttore della fotografia.
Nel 1930, Fairbanks apparirà in un altro Reaching for the Moon (distribuito in Italia come Mi sposo e... torno!), diretto questa volta da Edmund Goulding e tratto da un soggetto di Irving Berlin che non ha niente a che fare con il film del 1917.

## Trama
Piccolo impiegato di New York, Alexis Caesar Napoleon Brown rimugina in testa manie di grandezza. Convinto che si possa raggiungere qualsiasi scopo concentrandosi su di esso, cerca di mettere in pratica questa filosofia di vita applicandola al rapporto con il suo boss che invece lo licenzia. Ora Brown sposta la sua attenzione sul fatto di poter diventare un'importante personalità del regno di Vulgaria, la terra d'origine di sua madre. Mentre si impegna con la fantasia a diventare principe reale, si addormenta. Viene svegliato dall'arrivo di un ministro di quel lontano paese che gli annuncia la morte del re che fa di lui il legittimo erede al trono. Brown parte per la Vulgaria dove però deve vedersela con Black Boris, un altro pretendente al trono che cerca di attentare alla sua vita. Impegnato in un duello, Brown cade giù da una scogliera per scoprire che, in realtà, è caduto dal letto e che tutta la storia di Vulgaria non è stato nient'altro che un sogno. Ritornato alla vita reale, riprende con rinnovato entusiasmo il suo lavoro nella fabbrica di bottoni. Sposa la sua ragazza, Elsie Merrill, si trasferisce in una linda casetta del New York e vive felicemente la sua vita di padre di famiglia.

## Produzione
Il film fu prodotto dallo stesso Douglas Fairbanks attraverso la propria compagnia, la Douglas Fairbanks Pictures.

## Distribuzione
Il copyright del film, richiesto dalla Artcraft Pictures Corp., fu registrato il 7 novembre 1917 con il numero LP11685.
Il film, uscito negli Stati Uniti nel novembre 1917, venne distribuito in Italia dalla De Cippico nel 1922.
Riversato in VHS, è stato distribuito dalla Grapevine Video; nel 2008, è uscito in DVD per la Flicker Alley; il 14 gennaio 2020, per la Alpha Video, in una versione di 91 minuti.

### Conservazione
Copie della pellicola si trovano conservate negli archivi della Cinémathèque Royale de Belgique di Bruxelles, della Cineteca del Friuli di Gemona, del Museum Of Modern Art di New York, del George Eastman House di Rochester.